# Piotr Jegor
Piotr Andrzej Jegor (ur. 13 czerwca 1968 w Zbrosławicach, zm. 17 marca 2020 w Knurowie) – polski piłkarz występujący na pozycji obrońcy, związany m.in. z Górnikiem Zabrze i Odrą Wodzisław Śląski, reprezentant Polski, trener.

## Kariera klubowa
Macierzystym klubem Jegora był Górnik Knurów, którego członkiem był w latach 1979–1988. Na szczeblu seniorskim bronił jego barw w rozgrywkach II ligi, w których knurowianie dwukrotnie plasowali się na trzecim miejscu w tabeli grupy II, przegrywając ostatecznie dwumecze barażowe o miejsce w elicie (sezony 1986/87 i 1987/88). Zdaniem Jegora w drugim z przypadków czołowi piłkarze Górnika, prowadzącego w rewanżu w Krakowie z Wisłą 2:0 (ostatecznie przegrał 2:4), sprzedali awans za pół miliona złotych.
W 1988 przeniósł się do drużyny mistrza Polski, Górnika Zabrze i szybko wywalczył sobie miejsce w składzie. W zabrzańskim klubie spędził siedem i pół roku, rozgrywając w tym czasie 180 meczów ligowych i zdobywając trzynaście bramek. W Pucharze Polski zagrał dwadzieścia razy i trafił czterokrotnie, w rozgrywkach UEFA zaś wystąpił dwanaście razy i strzelił dwa gole. Łącznie zagrał dla Górnika 212 razy, zdobywając dziewiętnaście bramek. Jednym z najbardziej pamiętnych jego trafień był gol na 1:1 w meczu 1/8 finału Pucharu Europy 1988/89 z Realem Madryt na Estadio Santiago Bernabéu (ostatecznie 2:3), po którym trener „Królewskich” Leo Beenhakker bez powodzenia próbował ściągnąć piłkarza do siebie. Zainteresowany był nim później również HSV Hamburg. Ze śląskim klubem zdobył trzy medale mistrzostw Polski – srebrny w sezonie 1990/91 oraz brązowe w sezonach 1988/89 i 1993/94. Dodatkowo zdobył bramkę w finale PP 1991/92, w którym zabrzanie zostali zwyciężeni przez Miedź Legnica (1:1, k. 3–4). Jegor jest rekordzistą Górnika w liczbie goli uzyskanych z rzutów wolnych – trafiał tak pięciokrotnie. Przez całą karierę słynął również z bardzo mocnych uderzeń piłki, ambicji i waleczności.
Wiosnę 1995 spędził na wypożyczeniu w występującym w izraelskiej Lidze Leumit Hapoelu Hajfa, który osiągnął wtedy finał krajowego pucharu, przegrywając w nim z Makabi Hajfa (0:2). Prezes Hapoelu po zakończeniu okresu wypożyczenia próbował ściągnąć Jegora na stałe, lecz działacze Górnika nie chcieli z nim rozmawiać. Wrócił do Zabrza przed rundą jesienną sezonu 1995/96, jednak wobec jego konfliktów z klubem (w imieniu drużyny domagał się wypłaty zaległych pensji) zimą został sprzedany do upadającej i niewypłacalnej Stali Mielec, która w kolejnym półroczu nie dała rady utrzymać się w I lidze.
Po spadku Stali został zawodnikiem beniaminka ekstraklasy, Odry Wodzisław Śląski. W sezonie 1996/97 drużyna ta zajęła najlepsze w swojej historii miejsce w rozgrywkach ligowych (trzecie). W ciągu pięciu sezonów pobytu w Wodzisławiu Jegor zagrał w barwach Odry w 117 meczach mistrzowskich, zdobywając trzynaście bramek. Występował w tym czasie również w rozgrywkach Pucharu Polski, Pucharu UEFA, Pucharu Intertoto i Pucharu Ligi. Ostatnie spotkania w pierwszym zespole Odry rozegrał jesienią 2000, kolejną rundę spędził na leczeniu kontuzji w drużynie rezerw, a następnie odszedł z klubu. Rok później, w maju 2002 został z okazji jubileuszu 80-lecia istnienia Odry umieszczony w jej jedenastce wszech czasów. Łącznie w swojej pierwszoligowej karierze Jegor rozegrał w barwach Górnika, Stali i Odry 295 spotkań, w których zdobył 27 bramek.
Jesienią 2001 występował w czwartoligowym BKS Stal Bielsko-Biała, a wiosną i jesienią 2002 w ekipie Górnika Jastrzębie, najpierw w III, a po spadku w IV lidze. Od maja do listopada był grającym trenerem tego zespołu. Ostatnim klubem w jego zawodniczej karierze był występujący w rybnickiej klasie A LKS Bełk, z którym wiosną 2003 zajął drugie miejsce w tabeli i po barażowym dwumeczu awansował do ligi okręgowej. W sezonie 2003/04 prowadził jako trener C-klasowy zespół Olimpu Szczygłowice.

## Kariera międzynarodowa
W reprezentacji Polski Jegor zadebiutował 7 lutego 1989 w wyjazdowym meczu z Kostaryką (4:2). W ciągu kolejnych ośmiu lat występował w biało-czerwonych barwach jedynie w grach towarzyskich, notując łącznie dwadzieścia takich spotkań. Po raz ostatni na boisku w meczu międzypaństwowym pojawił się 26 lutego 1997, gdy rywalem Polaków była Brazylia (2:4). Jedyną bramkę w reprezentacji zdobył dziewięć dni wcześniej, w meczu z Łotwą na Anagenissis Stadio w Derinii na Cyprze (3:2, strzelił z rzutu wolnego gola na 2:2). W trzech spotkaniach był kapitanem zespołu.

## Życie prywatne
Z zawodu był elektromechanikiem. Jego dwaj bracia pracowali w kopalni. Miał żonę i dwóch synów. Po zakończeniu kariery sportowej zerwał kontakty z piłkarskim środowiskiem, miał problemy z alkoholem, przez pewien czas nie mógł znaleźć zatrudnienia. Pracował później w Miejskim Ośrodku Sportu i Rekreacji w Knurowie, w LKS Bełk, wreszcie w Podstrefie Gliwickiej Katowickiej Specjalnej Strefy Ekonomicznej, w firmie produkującej parowniki do chłodziarek.
Zmarł w wieku 51 lat. Został pochowany 21 marca 2020 roku na cmentarzu komunalnym w Knurowie.

## Statystyki

### Klubowe
| Klub                  | Sezon              | Liga               | Liga  | Liga   | Puchar | Puchar | Europa | Europa | Inne  | Inne   | Suma  | Suma   |
| Klub                  | Sezon              | Liga               | Mecze | Bramki | Mecze  | Bramki | Mecze  | Bramki | Mecze | Bramki | Mecze | Bramki |
| --------------------- | ------------------ | ------------------ | ----- | ------ | ------ | ------ | ------ | ------ | ----- | ------ | ----- | ------ |
| Górnik Zabrze         | 1988/1989          | I liga             | 26    | 0      | 3      | 0      | 4      | 1      | 0     | 0      | 33    | 1      |
| Górnik Zabrze         | 1989/1990          | I liga             | 29    | 0      | 1      | 0      | 2      | 0      | –     | –      | 32    | 0      |
| Górnik Zabrze         | 1990/1991          | I liga             | 27    | 3      | 4      | 1      | –      | –      | –     | –      | 31    | 4      |
| Górnik Zabrze         | 1991/1992          | I liga             | 29    | 3      | 7      | 2      | 2      | 1      | –     | –      | 38    | 6      |
| Górnik Zabrze         | 1992/1993          | I liga             | 26    | 5      | 1      | 0      | –      | –      | –     | –      | 27    | 5      |
| Górnik Zabrze         | 1993/1994          | I liga             | 25    | 2      | 3      | 1      | –      | –      | –     | –      | 28    | 3      |
| Górnik Zabrze         | 1994/1995          | I liga             | 12    | 0      | 0      | 0      | 4      | 0      | –     | –      | 16    | 0      |
| Górnik Zabrze         | 1995/1996          | I liga             | 6     | 0      | 1      | 0      | –      | –      | 0     | 0      | 7     | 0      |
| Górnik Zabrze         | Ogólnie            | Ogólnie            | 180   | 13     | 20     | 4      | 12     | 2      | 0     | 0      | 212   | 19     |
| Hapoel Hajfa (wyp.)   | 1994/1995          | Liga Leumit        | 14    | 0      |        |        | –      | –      | –     | –      | 14    | 0      |
| Stal Mielec           | 1995/1996          | I liga             | 8     | 1      | 0      | 0      | –      | –      | –     | –      | 8     | 1      |
| Odra Wodzisław Śląski | 1996/1997          | I liga             | 27    | 2      |        | 0      | –      | –      | –     | –      | 27    | 2      |
| Odra Wodzisław Śląski | 1997/1998          | I liga             | 28    | 4      |        | 1      | 3      | 0      | 1/2   | 0      | 32/33 | 5      |
| Odra Wodzisław Śląski | 1998/1999          | I liga             | 30    | 3      |        | 0      | –      | –      | –     | –      | 30    | 3      |
| Odra Wodzisław Śląski | 1999/2000          | I liga             | 20    | 3      |        | 0      | –      | –      | 4     | 1      | 24    | 4      |
| Odra Wodzisław Śląski | 2000/2001          | I liga             | 2     | 1      | 1      | 0      | –      | –      | 2     | 0      | 5     | 1      |
| Odra Wodzisław Śląski | Ogólnie            | Ogólnie            | 107   | 13     |        | 1      | 3      | 0      | 7/8   | 1      | 118   | 15     |
| Górnik Jastrzębie     | 2001/2002          | III liga           | 15    | 3      | –      | –      | –      | –      | –     | –      | 15    | 3      |
| Górnik Jastrzębie     | 2002/2003          | IV liga            | 14    | 0      | –      | –      | –      | –      | –     | –      | 14    | 0      |
| Górnik Jastrzębie     | Ogólnie            | Ogólnie            | 29    | 3      | –      | –      | –      | –      | –     | –      | 29    | 3      |
| Ogólnie w karierze    | Ogólnie w karierze | Ogólnie w karierze | 338   | 30     |        | 5      | 15     | 2      | 7/8   | 1      | 382   | 38     |

### Międzynarodowe
| Polska  | Polska | Polska |
| Rok     | Mecze  | Gole   |
| ------- | ------ | ------ |
| 1989    | 2      | 0      |
| 1990    | 1      | 0      |
| 1991    | 2      | 0      |
| 1992    | 5      | 0      |
| 1993    | 1      | 0      |
| 1994    | 5      | 0      |
| 1997    | 4      | 1      |
| Ogólnie | 20     | 1      |

| Polska | Polska     | Polska                            | Polska            | Polska | Polska     | Polska   | Polska                 |
| Lp.    | Data       | Miejsce                           | Przeciwnik        | Wynik  | Rozgrywki  | Czas gry | Uwagi                  |
| ------ | ---------- | --------------------------------- | ----------------- | ------ | ---------- | -------- | ---------------------- |
| 1.     | 07.02.1989 | San José, Kostaryka               | Kostaryka         | 4:2    | towarzyski | 1–90     |                        |
| 2.     | 12.02.1989 | Gwatemala, Gwatemala              | Gwatemala         | 1:0    | towarzyski | 80–90    |                        |
| 3.     | 26.09.1990 | Bukareszt, Rumunia                | Rumunia           | 1:2    | towarzyski | 75–90    |                        |
| 4.     | 05.02.1991 | Belfast, Irlandia Północna        | Irlandia Północna | 1:3    | towarzyski | 1–45     |                        |
| 5.     | 27.03.1991 | Ołomuniec, Czechosłowacja         | Czechosłowacja    | 0:4    | towarzyski | 64–90    |                        |
| 6.     | 07.05.1992 | Solna, Szwecja                    | Szwecja           | 0:5    | towarzyski | 1–90     |                        |
| 7.     | 27.05.1992 | Jastrzębie-Zdrój, Polska          | Czechosłowacja    | 1:0    | towarzyski | 62–90    |                        |
| 8.     | 18.11.1992 | Iława, Polska                     | Łotwa             | 1:0    | towarzyski | 1–90     |                        |
| 9.     | 26.11.1992 | Buenos Aires, Argentyna           | Argentyna         | 0:2    | towarzyski | 1–90     |                        |
| 10.    | 29.11.1992 | Montevideo, Urugwaj               | Urugwaj           | 1:0    | towarzyski | 60–90    |                        |
| 11.    | 01.02.1993 | Nikozja, Cypr                     | Cypr              | 0:0    | towarzyski | 74–90    |                        |
| 12.    | 09.02.1994 | Santa Cruz de Tenerife, Hiszpania | Hiszpania         | 1:1    | towarzyski | 1–90     |                        |
| 13.    | 23.03.1994 | Saloniki, Grecja                  | Grecja            | 0:0    | towarzyski | 1–90     |                        |
| 14.    | 13.04.1994 | Cannes, Francja                   | Arabia Saudyjska  | 1:0    | towarzyski | 1–45     |                        |
| 15.    | 04.05.1994 | Kraków, Polska                    | Węgry             | 3:2    | towarzyski | 1–90     |                        |
| 16.    | 17.05.1994 | Katowice, Polska                  | Austria           | 3:4    | towarzyski | 1–90     |                        |
| 17.    | 14.02.1997 | Ajia Napa, Cypr                   | Litwa             | 0:0    | towarzyski | 1–90     | Kapitan · Żółta kartka |
| 18.    | 15.02.1997 | Ajia Napa, Cypr                   | Cypr              | 3:2    | towarzyski | 1–90     | Kapitan · Żółta kartka |
| 19.    | 17.02.1997 | Derinia, Cypr                     | Łotwa             | 3:2    | towarzyski | 1–90     | Kapitan · Gol          |
| 20.    | 26.02.1997 | Goiânia, Brazylia                 | Brazylia          | 2:4    | towarzyski | 1–90     |                        |

## Sukcesy
Górnik Zabrze
- I liga Wicemistrz: 1990/91
- I liga Trzecie miejsce: 1988/89, 1993/94
- Puchar Polski Finał: 1991/92

Hapoel Hajfa
- Puchar Państwa Izrael Finał: 1994/95

Odra Wodzisław Śląski
- I liga Trzecie miejsce: 1996/97

LKS Bełk
- Klasa A (grupa Rybnik) Wicemistrz i awans po barażach do ligi okręgowej: 2002/03